# Convento de São Boaventura
A Igreja de São Boaventura, popularmente referida como Igreja de São Francisco, localiza-se na freguesia, vila e concelho de Santa Cruz das Flores, na ilha das Flores, nos Açores. Integrada no convento franciscano e erigida por volta de 1641, tem um património que inclui o interior com obras em talha, o tecto de madeira de cedro e o painel da Anunciação da Virgem (séc. XV). Alberga o Museu etnográfico de Santa Cruz das Flores.

## História
Este templo, sob a invocação de São Boaventura, e o convento franciscano anexo, foram edificados por iniciativa do padre Inácio Coelho, então vigário da vila. A tradição refere que o religioso erigiu a igreja  e o convento em cumprimento a um voto que  formulara pelo triunfo das armas de Portugal sobre as de Espanha, à época da Restauração da Independência.
À época, Frei Diogo das Chagas referiu em sua crónica:
"Há de novo mais nesta... vila um convento de frades nossos [franciscanos] que em agosto de 1651 mandou fundar o muito reverendo nosso padre provincial Frei Mateus da Conceição, a pedido do dito reverendo padre vigário Inácio Coelho que dele quis ser padroeiro, dotando-lhe  por  uma escritura em perpetum em cinco moios de trigo cada ano e uma pipa de bom vinho para as missas e um quarterio de trigo mais como dois carneiros para a oferta de um ofício, que manda lhe façam perpetuamente por um tal dia como do seu enterro e para o sítio do convento dotou 9 alqueires de terra de cerrado com suas casas, que são as em que nós todos nascemos, nas quais e sitio está já hoje o convento e seus dormitórios e igreja, em que ele cantou a primeira missa e pôs o nome do orago de S. Boaventura…; etc. etc."
Com a extinção das ordens religiosas no país (1834), este templo foi entregue à Ordem Terceira, e o convento adquirido por um particular. Mais tarde o edifício do convento passaria para a posse da Santa Casa da Misericórdia de Santa Cruz que nele instalou o seu hospital.
Encontra-se classificado como Imóvel de Interesse Público pela Resolução 98/80, de 16 de setembro.
Atualmente o imóvel sedia o Museu das Flores (museu etnográfico), que ocupa o convento e seu claustro, e no edifício anexo, erguido pelas forças francesas da extinta Base Francesa das Flores, funciona o Centro de Saúde das Flores.